# Nynäshamn

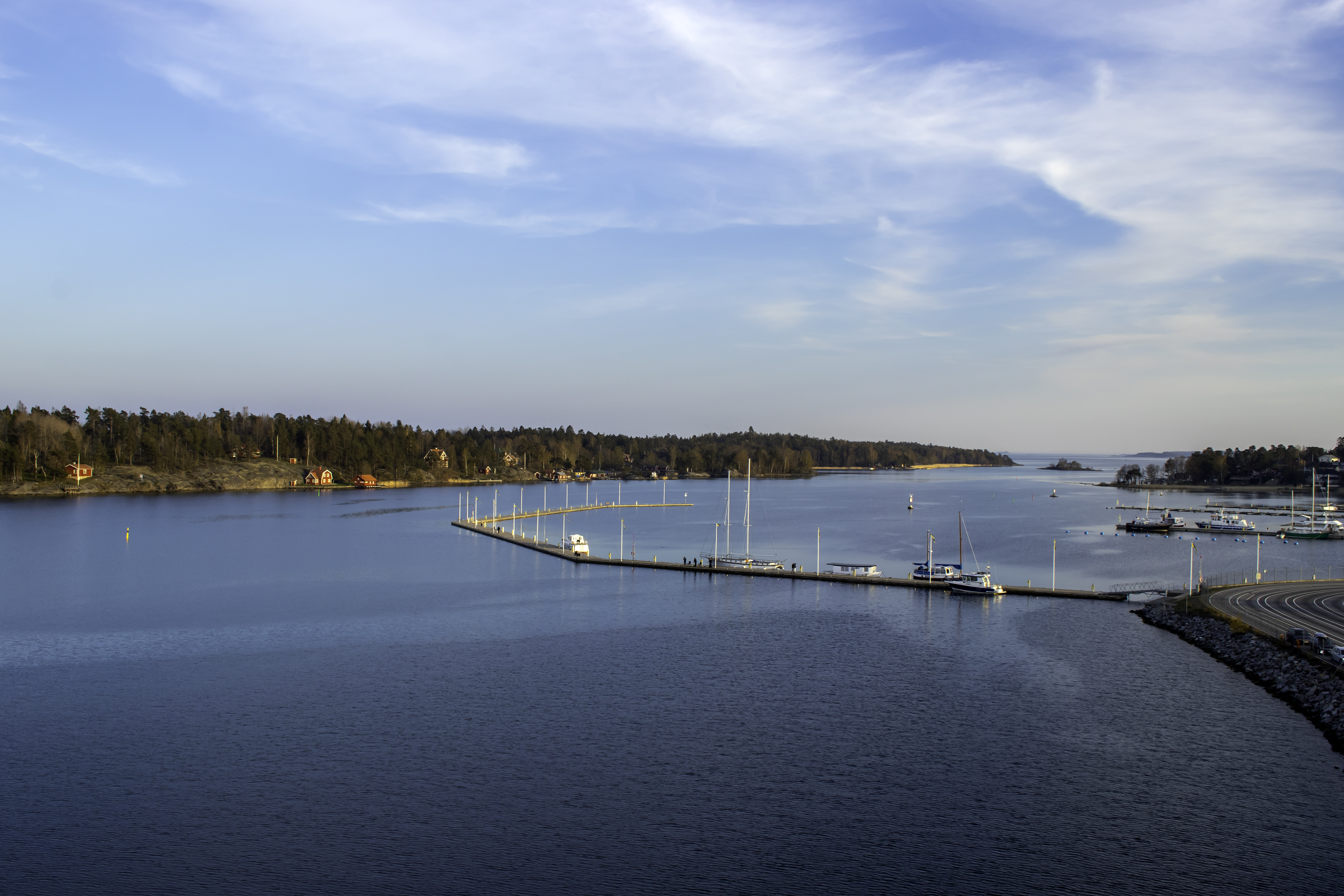
Přístav v Nynäshamnu (2021)

Nynäshamn je lokalita a sídlo obce Nynäshamn v okrese Stockholm ve Švédsku, kde v roce 2010 žilo 13 510 obyvatel. Přestože zájem o tuto oblast jako o potenciálně využitelný přístav rostl již od poloviny 19. století, teprve otevření železniční stanice do Stockholmu v roce 1901 znamenalo pro Nynäshamn rozvoj. Na počátku 20. století se Nynäshamn proslavil také jako lázeňské město, ačkoli většina těchto zařízení byla uzavřena před koncem první světové války.
Hlavní průmyslové podniky vznikly v roce 1916 díky Telegrafverkets verkstäder (továrnám státní telefonní společnosti) a rafinérii ropy, kterou v letech 1928–29 postavila společnost Axel Ax:son Johnson & Co. Ta se dodnes zachovala, i když pod jiným vlastníkem a pod názvem Nynas.
V roce 1912 se v Nynäshamnu konaly olympijské jachtařské závody.
Nynäshamn, který leží asi 60 km jižně od Stockholmu, je známý jako jedno z míst na švédské pevnině, odkud vyplouvají trajekty na ostrov Gotland. V letních měsících se jedná o velmi oblíbenou destinaci Švédů všech věkových kategorií. Terminál Polferries nabízí také pravidelné linky do polského Gdaňsku. V přístavu se také zdržuje několik výletních lodí, které se vydávají na plavby po Baltském moři, protože jsou příliš velké na to, aby mohly vplout do Stockholmu.

## Řemeslné trhy
Každé léto se zde koná přístavní slavnost a místní řemeslné trhy. Během těchto akcí často jezdí parní vlak do Stockholmu a zpět. V letních měsících je přístav plný lodí všech velikostí a je plný návštěvníků i místních obyvatel. Nachází se zde řada restaurací a butiků s místními výrobky. Hlavní město je převážně moderní a budovy celkově nezajímavé. V centru se nachází knihovna a kino s jedním promítacím plátnem a omezené množství obchodů, které uspokojují především místní obchodníky.

## Život v Nynäshamnu

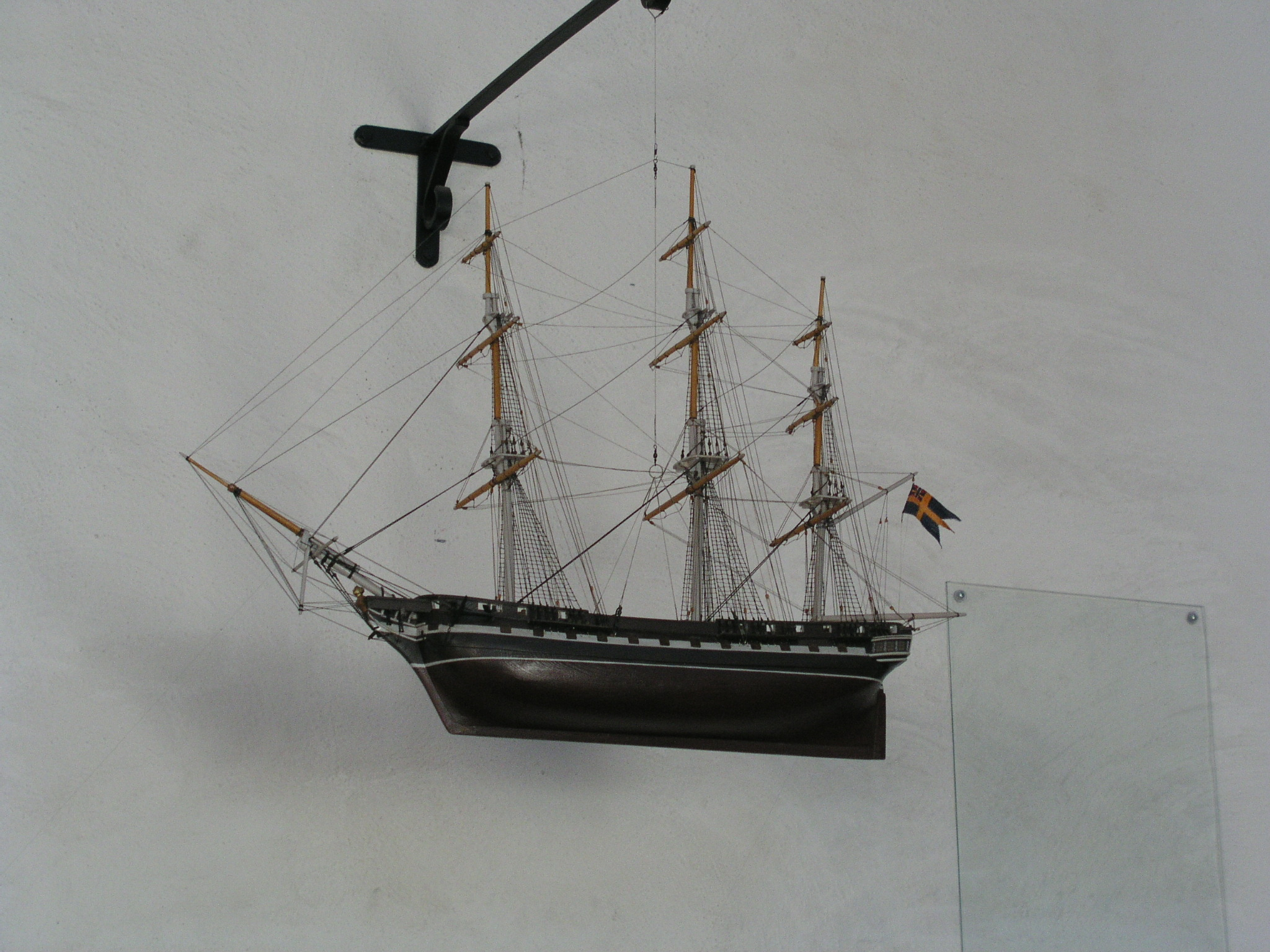
Votivní dar v kostele v Nynäshamn, Švédsko

Mnoho obyvatel Nynäshamnu žije v bytových domech na sídlištích. Po městě je také roztroušeno mnoho vil a řadových domků. Život v Nynäshamnu je na rozdíl od rušného Stockholmu obecně klidný. Kriminalita je zde nízká.[zdroj?]
Do Nynäshamnu jezdí stockholmská příměstská železnice (Pendeltåg) a několik autobusových linek.

### Osobnosti
V Nynäshamnu se narodila populární zpěvačka Meja Kullersten a hokejista Kent Nilsson.